# Alcobaça, Bahia
Alcobaça là một đô thị thuộc bang Bahia, Brasil. Đô thị này có diện tích 1505,99 km², dân số năm 2007 là 16728 người, mật độ 11,11 người/km².